# 王含 (蜀漢)
王含 （？年—？年），三國時期蜀漢將領。

## 生平
公元258年（景耀元年），大將軍姜維提出新的漢中防禦策略，分兵「圍著漢中」，敵來犯就屯積糧草，依險而守，採用遊擊戰法，敵軍疲乏退去時，再由守軍和游擊軍合攻。胡濟與監軍王含、護軍蔣斌加入到姜維漢中諸圍的部屬，督漢中胡濟守漢壽 ，王含守樂城，蔣斌守漢城。
公元263年，鐘會侵蜀，鍾會派前將軍李輔統萬人圍王含於樂城，護軍荀愷圍蔣斌於漢城，其後史無記載。

## 三国演义
- 明朝罗贯中历史小说《三国演义》称王含、蒋斌在得知汉中丢失后开门投降曹魏。